# 狮鹫行动
狮鹫行动（德語：Unternehmen Greif，發音：[ɡʀaɪ̯f]，意同格里芬），又譯飛獅行動、麒麟行動，是第二次世界大战突出部战役期间由阿道夫·希特勒亲自提出、纳粹德国武装党卫军上校奥托·斯科尔兹尼策划实施的一次渗透行动。在行动中，会说英语的德军士兵身着盟军制服，使用缴获的盟军车辆装备混入盟军内部以刺探情报并扰乱秩序，配合装甲旅发起奇袭。行动的最终目的是夺取至少一座横跨默兹河的桥梁。由于缺乏足够的制服、装备、车辆和人员，这一目标未能实现。但无处不在的流言曾一度使盟军上下陷入混乱和恐慌。当奇袭失败后，斯科尔兹尼率其装甲旅进行了无果的强攻。在强攻之前，他们换回了德军的制服，以普通的战斗员身份参战。这也使他们在战后免于战争法的制裁。

## 背景

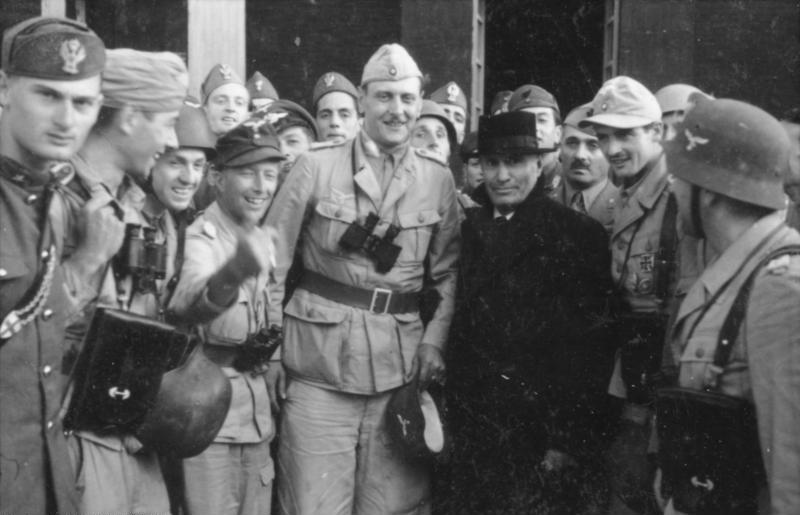
斯科尔兹尼与获救后的墨索里尼，1943年9月12日

武装党卫军中校奥托·斯科尔兹尼至1944年已成功策划实施了一系列大胆的特种行动。尤其在橡树行动中，斯科尔兹尼带领空降突击队突袭大薩索山，救出了监禁中的意大利法西斯领袖贝尼托·墨索里尼而名噪一时，被称为“欧洲最危险的男人”。1944年10月15日，斯科尔兹尼又带人綁架了匈牙利独裁者霍爾蒂·米克洛什的儿子，阻止后者向苏联媾和。完成这项任务后，他回到德国，并受到希特勒的接见。10月22日，在東普魯士的狼穴，希特勒告知斯科尔兹尼，他计划对深入西欧的盟军发动反击，重新夺回安特卫普，并交给斯科尔兹尼一项重要任务。
按照希特勒的安排，斯科尔兹尼将组建一支特種部隊。主要任务是趁盟军有所防备之前，夺取默兹河位于列日至那慕尔间的桥梁，接应前来的德军装甲师。鉴于之前美军突击队曾成功运用缴获的坦克渗透德军防线，希特勒认为，斯科尔兹尼的部队也应换上盟军制服行动，不仅有利于顺利完成任务，还能通过下达错误命令、干扰通讯联络以及误导部队等手段扰乱盟军军心。在会见的最后，希特勒对这位他最倚重的突击队指挥官寄予厚望：“我知道给你的时间非常仓促，但我相信你一定能克服万难完成任务......不过，这次我不允许你亲临前线，你可千万不能被俘！”
斯科尔兹尼起初对这一任务相当惊讶，但他深知元首的命令不可违抗，最终还是同意了这一方案，并立刻着手准备。考虑到行动内容有违海牙公约，如果有士兵穿着盟军制服被俘，很可能会被当成间谍而遭到就地正法。为此，他和总参谋长海因茨·古德里安上将以及阿爾弗雷德·約德爾大将等将领进行了多轮商讨，并确定具体的目标。行动代号定为“狮鹫”，一种希腊神话中的神兽。这并不是第一个以“狮鹫”为名的军事行动。早在1944年8月，德軍在苏联奥尔沙和维捷布斯克境内进行的大规模反游击扫荡就曾用过这个代号。

## 准备

### 人员
从希特勒委派任务，到守望莱茵行动发动，留给斯科尔兹尼的时间只有五周，他必须争分夺秒征集到足够的人手和装备。仅费时四天，斯科尔兹尼就向國防軍最高統帥部作战部长約德爾大将提出了组建一支由3,300人组成的特种装甲旅——第150装甲旅的构想，立刻得到后者全力支持，准许他便宜行事。10月25日，德国最高统帅部发布命令，从全军征集熟悉英语的士兵向斯科尔兹尼报到（能说美国口音者更佳）。斯科尔兹尼本希望能在11月10日前募集到足够的人手，但结果令他大失所望：来自各兵种的2,500人中，真正能纯熟运用英语并对美国文化有一定了解的只有10人；有30到40人英语流利但对俚语一無所知；100到150人的英语水平勉强达标；200人在学校接受过英语教育；其他人“基本上，只会说『Yes』（英文，是的）”。这些人被安排在位于巴伐利亚格拉芬沃尔的训练营中，为行动做准备。
斯科尔兹尼从训练营中挑选出150名英语最佳的士兵，组成名为“施蒂劳部队（德語：Einheit Stielau）”的突击队。他们在训练营中接受了美国文化突击培训：看美国电影、吃美国口粮、抽美国香菸、学美国軍禮等。有些人甚至到科斯琴和林堡的戰俘營中，跟美军战俘聊天以練習英语。除此之外，他们还进行了必要的敌后作战训练：包括使用敌方武器、识别敌方所属、安置炸弹，以及面对盘问时如何应对。这批突击队员按其任务分为三种：
- 由5~6人组成的爆破小组负责炸毁敌方桥梁、弹药库和油料库。
- 由3~4人组成的侦察小组负责侦察默兹河两岸盟军动向，沿途颠倒路标、混淆真假雷区、并向遇到的美军部队传递虚假命令。
- 先头小组将和德军进攻部队密切配合，剪断電話線并摧毁无线电基站以扰乱盟军通信，同时发布假命令。

### 装备

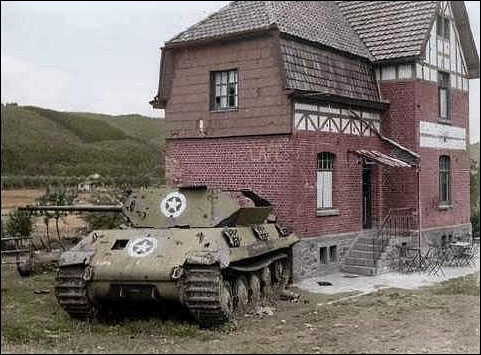
一辆伪装成M10坦克歼击车的黑豹坦克，戰術編號不明

为了达成任务，斯科尔兹尼还要求准备一系列盟军的武器装备，包括2,400套美军制服（其中将军制服10套、军官制服70套）、15辆谢尔曼坦克、20輛M8裝甲車、20辆自行火炮、30辆装甲侦察车、40辆摩托车、100辆吉普、120辆卡车，以及足够的枪支弹药等。由于种种原因，没有一项满足要求。从各地的戰俘營搜刮而来盟军军服中只有少数是美军战斗时穿的夾克，其余多为毫无用处的军大衣。送到斯科尔兹尼手里的车辆只有两辆狀態不佳的谢尔曼坦克（其中一辆傳動裝置报废）、6輛M3半履帶車、4輛M8裝甲車、28輛摩托車（含挎斗摩托）、28辆吉普和9辆卡车。为弥补数量上的不足，只能用德军装备涂上美军涂装后充数：装甲兵总监为第150装甲旅提供了12辆黑豹坦克，拆除车长指挥塔并在车体和炮塔围上薄钢板，伪装成M10坦克歼击车的样子(目前已知的4輛假M10坦克的戰術編號分別為B4、B5、B7和B10。)；三号突击炮也经过类似改造，使其轮廓类似M7牧師式自走炮；82式水桶車则被用来冒充美军威利吉普車；4輛Sd.Kfz. 250和6輛Sd.Kfz.251半履帶車则被漆成橄欖綠色来冒充美军M3半履帶車; 6輛SdKfz 234八輪裝甲車用来冒充美軍M8裝甲車。斯科尔兹尼本人对这种临时拼凑不抱多大希望：“（这种伪装）充其量只能蒙住最年轻的美军士兵，而且还得是在夜间从非常远的距离观察。”为防止友军误击，斯科尔兹尼的手下不配鋼盔，戴蓝色或粉色围巾；坦克则将炮口指向九点钟方向，所有车辆后部都涂有一个黄色三角形标志。
虽然希特勒要求包括狮鹫行动在内所有守望莱茵行动的内容必须严格保密，但大规模征集会说英语的士兵以及盟军装备还是在德军内部产生了诸多流言和猜测。斯科尔兹尼没有出面阻止传播，而是予以默许甚至鼓励。他知道盟军情报部门必定有所行动，流言越多、越能使他们疲于奔命，对实现真正的作战目标越有利。就连斯科尔兹尼的手下也被蒙在鼓里——受流言影响，很多士兵直到行动前一周都还以为他们的目的是潜入法国以解敦刻尔克之围，甚至是前往法国首都巴黎绑架艾森豪威尔。

## 行动
1944年12月14日夜，第150装甲旅于德国小城明斯特艾费尔附近集合。他们分为X、Y和Z三个战斗群，跟随武装党卫军第1装甲師、第12装甲師以及第12国民掷弹兵师先锋，于12月16日下午开始向目标费恩斯高地挺进。和大部分参战德军一样，第150装甲旅也因洛斯海姆路况恶劣而堵在了路上。两天后，第1装甲师仍未能抵达行动规划的出发点，加上作战文件被盟军缴获，奇袭的效果已不复存在。严格来说，狮鹫行动此时就已宣告失败。
12月17日夜，斯科尔兹尼参加了第6裝甲軍團的参谋会议。在会议上他提出，既然奇袭无望，就应将第150装甲旅转作普通的装甲掷弹兵参与进攻。他的提议获得批准，三个战斗群分别往马尔默迪以南集结，向位于利尼厄维尔的第1装甲师师部报到。12月21日凌晨，第150装甲旅在Z战斗群未到位的情况下分兵两路，趁夜突袭马尔梅迪。防守马尔梅迪的美军虽然兵力悬殊但抵抗异常顽强，斯科尔兹尼的数次进攻最终都以失败告终。随着天气转好，盟军飞机得以重新开展對地攻擊，夺取马尔梅迪愈发困难。12月28日，第150装甲旅由第18国民掷弹兵师接替，回到本土，并于1945年1月23日解散。据斯科尔兹尼估计，约有15%的士兵在数日的战斗中陣亡、负伤、或下落不明。

### 渗透行动
斯科尔兹尼在战后美军的审问中供称，他在突出部战役之初共派出八支突击队，其中六支成功打入盟军内部。1944年12月16日清晨，趁德軍大规模炮击造成的通信混乱，四支侦察小组和两支爆破小组伪装成掉队的士兵混入掩护美国第1军侧翼的装甲纵队中，至16日夜已抵达列日至那慕尔的默兹河沿岸地区，随即按计划着手侦察和破坏行动。
一支德军侦察小组在17日光明正大地开进了美军控制的小城于伊，他们花好几个小时观察美军的兵力部署和防御阵地，沿途和碰见的美军敬礼、聊天，顺便给问路的车队指引了错误的方向，没有引起任何怀疑。另一支小组伪装成美军宪兵，误导了滞留在从默兹河至巴斯托涅道路上的大量盟军。美国第84步兵师某部受其影响，在森林里迷路了整整三日。还有一支小组报告称已抵达马尔梅迪，沿途摧毁一座油料库，并扫清若干雷区。他们无意间进入了马尔梅迪，详细记录了美军的部署并将报告发给第1装甲師的进攻矛头：派普战斗群。突出部战役伊始，渗透行动进展十分顺利。斯科尔兹尼得意地宣布：“美国人正忙着找自己的装甲师！”美军方面也报告称许多补给车队误入歧途、失踪多日。

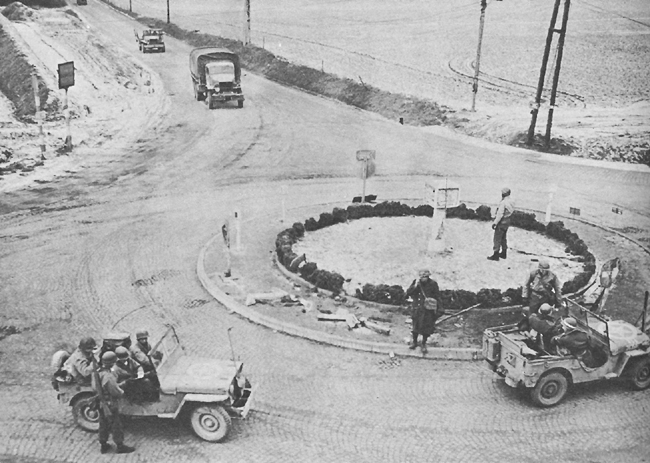
美军第84步兵师的宪兵在马尔什附近盘查过往车辆

困惑之余，盟军很快意识到有人故意在后方实施破坏活动。12月23日，盟军远征部队最高司令部发布消息，提醒各部队警惕“携带伪造证件、身穿英军制服”的德国间谍。盟军迅速在桥梁和城镇等要地建立起大量检查站和岗哨以盘查沿途士兵，通过搜身、检查证件、以及询问該等只有美国人才知道答案的问题（如美国各州的首府、經典棒球比赛的勝敗成果、以及米老鼠女朋友的名字等）等手段，试图揪出潜伏在部队中的间谍。此举正中斯科尔兹尼下怀：狐疑和恐惧在盟军士兵中迅速蔓延，频繁的检查也让原本就已堵塞的交通更加迟缓。很多真的美军士兵因各种原因被错抓甚至误杀：有人是因为穿着缴获的德军军靴；有人是因为答不上宪兵出的刁钻问题；有人甚至仅仅是因为名字听起来像德国人。美国陆军参谋长乔治·马歇尔上将不禁感慨：“此五十万美国大兵每次见面就互相玩猫捉老鼠的游戏。”
盟军高级将领也不能幸免。美国第8军军长布鲁斯·克拉克准将在巡视圣菲特时被一处检查站的宪兵拦下，他对上了口令，但误将芝加哥小熊队说成是美國聯盟的一员，而被逮捕审讯长达五个小时；“享受”同等待遇的还有第12集团军群司令奥马尔·布拉德利中将，他在驱车返回总部的路上遇宪兵反复盘查，其中一个问他伊利诺伊州首府的所在地。布拉德利將軍给出了正确答案春田，结果却被憲兵拘留，因为知識水準不高的宪兵一口咬定伊利诺伊州的首府是最大城市芝加哥。
另一方面，由于盟军警戒提高，以及自身对美国文化陌生，德军突击队也开始陆续落网。一支德军突击队在补给站加油时随口说出了英式英语“Petrol”而非美式英语“Gas”而引起怀疑，最终被捕；一名伪装成美军军官的德军士兵因伪造证件上画蛇添足地修改了真件的一处印刷错误而露馅；还有一队德军四个人坐一辆吉普車，不符合美军一般只乘两人的习惯而暴露。在斯科尔兹尼派出去的44人中，共有36人成功返回。另外，由于当时德军习惯搜刮美军衣物和装备，并不是每个被逮捕的德军士兵都来自斯科尔兹尼的突击队。

### “刺杀艾森豪威尔”
在当时盛行于盟军的各种流言中，引发最大恐慌莫过于所谓“刺杀艾森豪威尔”计划。1944年12月17日，由曼弗雷德·佩纳斯（德語：Manfred Pernass）中士、君特·比林（德語：Günther Billing）军士长和威尔海姆·施密特（德語：Wilhelm Schmidt）二等兵组成的德军突击队在艾瓦耶附近因对不上口令而被捕。在审讯中，施密特声称斯科尔兹尼已派突击队前往巴黎，準備一網打盡盟军远征部队最高司令部司令艾森豪威尔上将及其参谋。由于狮鹫行动的内容已通过被缴获的文件大白于天下，加之斯科尔兹尼早因解救墨索里尼和推翻米克洛什等一系列特种作战而恶名昭彰，美军立刻听信了此一流言并加强了艾森豪威尔的护卫。艾森豪威尔在凡尔赛的总部特里亚农旅馆被机枪和坦克围得水泄不通，他本人必须24小时留待在旅馆内，不得外出，同时另派容貌与他相似的替身在旅馆附近散步，以期引出德国杀手。艾森豪威尔就在严密的监视中孤单地度过了1944年的圣诞节。12月28日，他再也无法忍受此种近乎禁闭的安保措施，怒气冲冲地走出办公室，扬言即使有人取他性命也不在乎，同时在全欧洲发布通緝令，悬赏捉拿斯科尔兹尼此个“杀手、间谍和破坏分子”。
甚至连英国陆军元帅伯納德·蒙哥馬利也在这场混乱中遭了殃。当蒙哥马利听说艾森豪威尔被限制自由后，他就前往马尔梅迪，想趁机在前线美军中提升一下威望。其所不知乃，阿登地区正盛行一流言，称斯科尔兹尼已派一名和蒙哥马利惟妙惟肖的间谍出没于各检查点套取情报，所以美军都格外警惕任何长得像蒙哥马利的人。当其座驾行驶到第一个检查点时，美军看守示意停车检查。蒙哥马利对此不屑一顾，下令继续前进。愤怒的看守开枪打穿了蒙哥马利座驾的轮胎，从车子里拖他出来关进了旁边的谷仓。美军士兵表示不认识蒙哥马利，坚持要求他出示证件。蒙哥马利觉得此乃在侮辱他，火冒三丈，威胁要交所有士兵到軍事法庭审判。直到数小时后，由一名美军认识的英军上尉出面，此位陆军元帅最终才重获自由。得知消息的艾森豪威尔幸灾乐祸地表示：“斯科尔兹尼总算干了回正事。”

## 后续
行动中被捕的18名德军士兵被盟军军事法庭以间谍罪起诉，所有人罪名成立，全部判为死刑。1944年12月23日，佩纳斯、比林和施密特三人被美军枪决，另有三人于同日定罪，三天后在亨利沙佩勒被处决；12月26日，七名德军间谍被定罪，30日被枪毙；31日又有三人定罪，1月13日在于伊伏法。艾森豪威尔指示布拉德利处置间谍问题，后者委派美国第1军军长考特尼·霍奇斯中将组织军事法庭和行刑队。至于行动初日就被识破的前线指挥官君特·舒茨（德語：Günther Schulz）中尉，他不知为何一直拖到1945年5月方才审判定罪，并于6月14日在德国城市布伦瑞克被美国第9军处决。
奥托·斯科尔兹尼在战争的最后几个月内参与指挥了东普鲁士、波美拉尼亚和雷马根等地的战事。1945年5月19日，他在萨尔斯堡向美国第30步兵团投降。艾森豪威尔闻讯亲自派人前去审讯，调查他在馬爾梅迪大屠殺中扮演的角色。1946年9月，斯科尔兹尼被押往纽伦堡，以证人身份出席纽伦堡审判。1947年8月18日，斯科尔兹尼和其他九名参与狮鹫行动的军官作为被告出席了审判德军战争罪行的达豪审判。法庭指控斯科尔兹尼非法夺取美军战俘的衣物、使用有毒子弹、并违反海牙公约，“利用美军制服混入战斗，背信弃义地开枪杀害美军士兵”。斯科尔兹尼对此全部予以否认，坚称他们在渗透行动中从未对美军有敌对行为，也没有任何证据证明他们曾穿着美军制服向美军开枪，因此属于合法战争诈术。英国前特种作战行动处特工弗列斯特·托马斯出庭为斯科尔兹尼作证，以他的亲身经历证明二战期间美国、英国、苏联、波兰、法国等国的士兵都曾身穿德军制服进行过类似的渗透和欺诈行动而未受法律制裁，斯科尔兹尼不应为此承担罪责。法庭最终宣布所有罪名不成立，将斯科尔兹尼当庭释放。尽管如此，审判长亚布拉罕·罗森堡（英語：Abraham Rosenberg）对斯科尔兹尼的厌恶之情仍溢于言表：“我坚持认为他仍是欧洲最危险的男人。”

## 流行文化
- 1949年的美国电影《战场》从第101空降师的视角讲述了狮鹫行动。不过现实中德军间谍并没有出没于巴斯通涅，而是集中于马尔梅迪。
- 1959年的美国电影《最后的闪击战》，讲述一名参与狮鹫行动的德军突击队员如何训练、渗透、以及进行破坏活动的故事。有趣的是，扮演德军的主演范·強森在10年前的《战场》中却饰演识破德军间谍的真美军士兵。
- 1964年的系列电视剧《卡夫悬案剧场》第二季第二集的主题为狮鹫行动。
- 1965年的经典战争片《坦克大決戰》中描写了德军的渗透行动。
- 2002年的美国电影《哈特的战争》以突出部战役为背景，其中出现了伪装成美军的德军士兵。

### 引用
1. 1 2  Pallud 1987，第3頁.
2. 1 2 3  Zabecki 2015，第496頁.
3. 1 2  O'Reilly & Dugard 2014，第38頁.
4. ↑  O'Reilly & Dugard 2014，第39頁.
5. ↑  Clearwater 1999，第60頁.
6. ↑  Delaforce 2006，第56頁.
7. ↑  Skorzeny 2016，第153頁.
8. ↑  Mitcham 2006，第30頁.
9. ↑  Pallud 1987，第6頁.
10. 1 2 3 4  Pallud 1987，第10頁.
11. 1 2  Beevor 2015，第93頁.
12. ↑  Pallud 1987，第4頁.
13. ↑  Infield 1981，第80頁.
14. 1 2  Pallud 1987，第8頁.
15. ↑  Perrett 1981，第39頁.
16. ↑  Skorzeny 2016，第157頁.
17. 1 2 3  Pallud 1987，第9頁.
18. ↑  Pallud 1987，第11-15頁.
19. 1 2  Infield 1981，第88頁.
20. ↑  Infield 1981，第86頁.
21. ↑  Infield 1981，第89頁.
22. ↑  Skorzeny 2016，第172頁.
23. 1 2  Butcher 1946，第710頁.
24. ↑  Butcher 1946，第714頁.
25. ↑  Orfalea 1999，第200-203頁.
26. ↑  McNeese 2003，第85頁.
27. ↑  Caddick-Adams 2015，第362頁.
28. ↑  Caddick-Adams 2015，第363頁.
29. ↑  Pallud 1987，第14頁.
30. 1 2  Pallud 1987，第15頁.
31. ↑  Butcher 1946，第725頁.
32. ↑  Infield 1981，第165頁.
33. ↑  Weingartner 1991，第207-224頁.
34. ↑  Sekiguchi & Stedman 2005，第103頁.
35. ↑  Infield 1981，第136頁.
36. ↑  Skorzeny Trial 1949，第91頁.
37. ↑  Skorzeny Trial 1949，第92頁.
38. ↑  Infield 1981，第145頁.
39. ↑  Infield 1981，第143頁.